# テラプネ

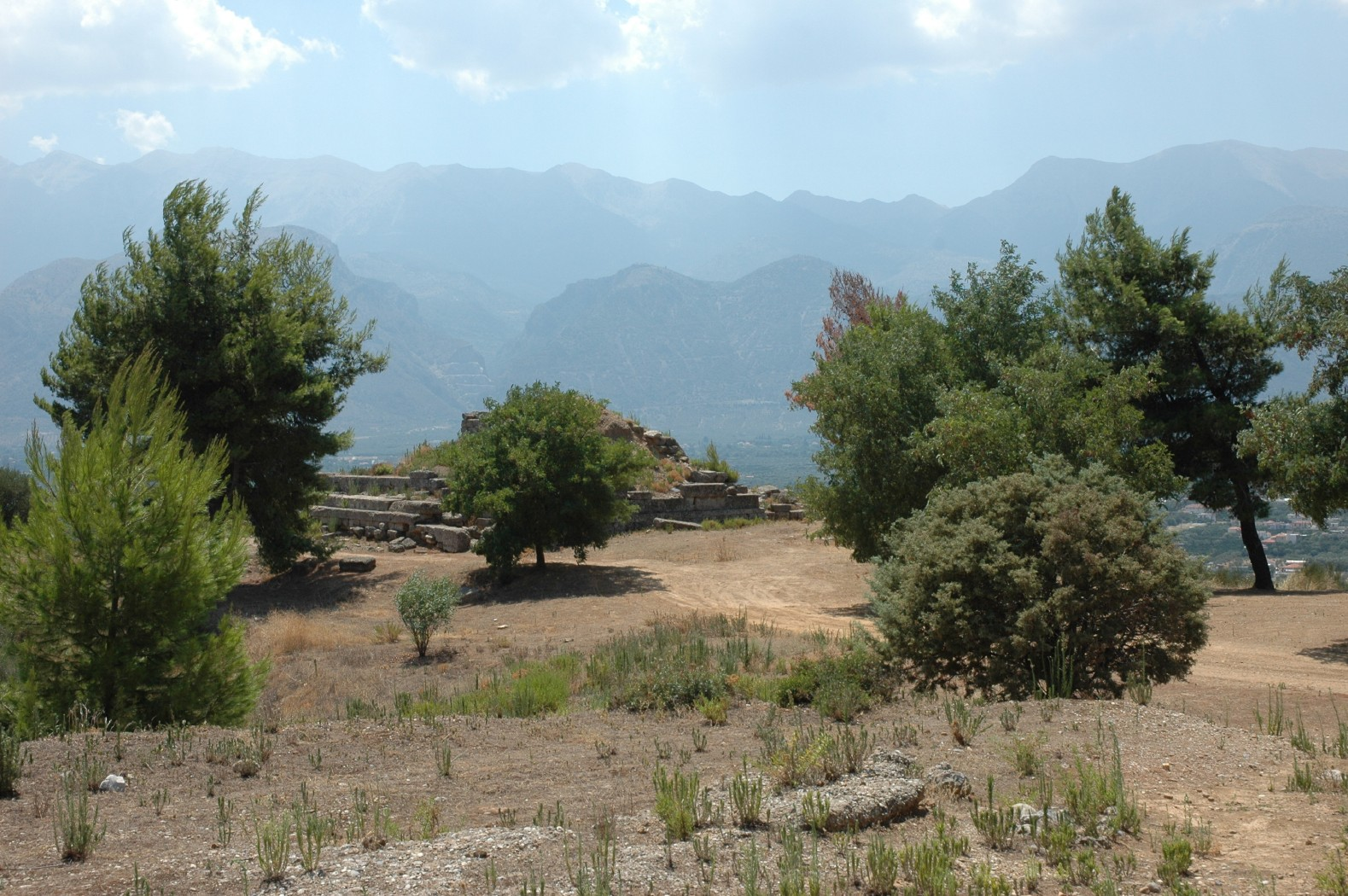
メネライオン神殿の一部。

テラプネ（古希: Θεράπνη, Therapnē）は、スパルタの領土内にある古代ラコニア地方の都市である。長母音表記でテラプネーとも表記される。
ギリシア神話によるとその名前はレレクスの娘に由来している。この場所はヘレネとメネラオスの遺体が埋葬されたと信じられていた、メネラオスの聖域メネライオン（Μενελάειον）が都市の中にあることで特に有名であった。ヘロドトスはテラプネにヘレネの聖域があったと書いている。ヘロドトスが伝える伝説によるとある乳母が少女を醜さから解放するよう祈願するために聖域に毎日通っていた。ある日、聖域から帰るときに1人の女が現れて、少女の頭を撫でながらこの子がスパルタで最も美しい女性になるとだろうと予言した。するとその日のうちに少女の容姿が美しくなったという。紀元前7世紀の抒情詩人アルクマンがテラプネの神殿に言及していることはその地の古さを証明しており、ピンダロスは双子の英雄ディオスクロイが住んでいた場所の1つとしてテラプネを挙げている。
テラプネにはメッセイスと呼ばれる泉とポリュデウケスと呼ばれる別の泉もあった。テラプネの近く、ポイベオンと呼ばれる場所に、エペボスが戦神エニュアリオスに犠牲を捧げたディオスクロイの神殿があった。この神殿の近くにはまたポセイドンの聖域もあった。テラプネの近くの他の著名な場所は、挽き臼が発明されたと伝えられているアレシアイと呼ばれる場所で、ラケダイモンが敬われている。
テラプネは現代のヴァリカ（Varika）村の近くに位置している。メネライオンの遺跡は19世紀以降、何度も発掘されている。